# Cerkiew Objawienia Pańskiego w Jarosławiu
Cerkiew Objawienia Pańskiego – XVII-wieczna cerkiew prawosławna w Jarosławiu. Obecnie, podobnie jak cerkwie św. Eliasza, Narodzenia Pańskiego, św. Mikołaja Nadieina i św. Jana Chrzciciela jest udostępniana do zwiedzania w ramach Jarosławskiego Muzeum-Rezerwatu Architektury, Historii i Sztuki, będąc równocześnie czynną cerkwią w dekanacie jarosławskim centralnym eparchii jarosławskiej Rosyjskiego Kościoła Prawosławnego.

## Historia
Cerkiew została wzniesiona w latach 1684–1693 z fundacji kupca Aleksieja Zubczaninowa. Obiekt zbudowano na miejscu starszej, drewnianej cerkwi, która być może pochodziła jeszcze z okresu średniowiecza, a być może została zbudowana później, w XVI w. Freski w obiekcie wykonała artel mistrzów Dmitrija Plechanowa i Fiodora Ignatjewa.
Budowla została zamknięta po rewolucji październikowej, w latach 50. XX wieku odremontowana i w 1959 przekazana nowo utworzonemu Jarosławskiego Muzeum-Rezerwatu Architektury, Historii i Sztuki, w ramach którego jest udostępniana do zwiedzania. Stałą ekspozycję otwarto w niej w 1973. Już po upadku ZSRR, w 2002, w świątyni ponownie rozpoczęto sprawowanie nabożeństw.

## Architektura
Cerkiew łączy cechy moskiewskiego i jarosławskiego budownictwa sakralnego. Na wzór świątyń w Moskwie główną nawę budynku zbudowano bez podkletu, wznosząc wysokie ściany z obszernymi oknami i przykrywając je wysokim sklepieniem. Z kolei elementem pochodzącym wprost z tradycji jarosławskiej są galerie otaczające z trzech stron czworoboczną nawę, jednak są one znacznie niższe, niż w starszych cerkwiach w mieście. W galeriach usytuowano dwa ołtarze boczne Sądu Ostatecznego i świętych Bazylego i Konstantyna. Dzwonnica cerkiewna znajduje się w północno-zachodnim narożniku galerii. Całość wieńczą dwa rzędy kokoszników oraz cebulaste kopuły posadowione na wysokich bębnach. Unikalnym elementem dekoracji świątyni są polichromowane płytki, którymi zdobiony jest fryz otaczający budowlę.
We wnętrzu cerkwi znajdują się freski z końca XVII w., rozmieszczone w ośmiu rzędach. Znajdują się wśród nich sceny Zaśnięcia Matki Bożej, Zmartwychwstania i Wniebowstąpienia Pańskiego, na zachodniej części sklepienia wyobrażenie Trójcy Świętej adorowanej przez Maryję i Jana Chrzciciela oraz na scenie zachodniej wyobrażenie Męki Pańskiej, a także inne sceny biblijne. Między kompozycjami znajdują się ornamenty roślinne. Ikonostas w świątyni wykonano w stylu barokowym, z wyraźnymi wpływami sztuki ukraińskiej, być może powstał on w kręgu mistrza Siemiona Chołmogorca.
Przed rewolucją październikową w cerkwi przechowywane były trzy otaczane szczególnym kultem przedmioty: rzeźbiona w drewnie głowa Jana Chrzciciela na misie, krzyż ołtarzowy z cząstką skały z Grobu Pańskiego oraz drewniany rzeźbiony krzyż stojący za ołtarzem. Dwa pierwsze obiekty zaginęły po 1917.